# Acto Trienal
La Triennial Act (Ley trienal) es una ley dictada por el Parlamento largo durante la Revolución inglesa, que estableció dos hechos relevantes para la evolución de la institución parlamentaria en Inglaterra:
1. El rey no podía disolver por sí solo el parlamento, siendo preciso que éste diera su consentimiento
2. El Parlamento debe convocarse cada tres años.

Se aseguraba de esta manera la estabilidad del Parlamento, independiente de la voluntad del monarca, después de la experiencia del Parlamento corto, disuelto por el rey al poco de su convocatoria por no acceder a sus pretensiones económicas y presentarle, en cambio, una serie de agravios a reparar.
Durante el verano de 1640 estalló una guerra de los obispos, y el rey se vio forzado a convocar de nuevo al Parlamento, que fue conocido como Parlamento largo. Es éste quien aprobó la Triennal Act.

## Referencia (parcial)
- Vázquez, E., Aguilera, C., y Olmeda, C., “Diccionario Histórico y Artístico” en La expansión de Gran Bretaña, Sarpe, 1985. ISBN 84-7291-890-4

- Datos: Q6152610